# Begonia crispula
Begonia crispula é uma espécie da flora de Brasil pertencente à família Begoniaceae.

## Taxonomia
Begonia crispula foi nomeada por o botânico alemão Alexander Curt Brade, descrito em Arquivos do Jardim Botânico do Rio de Janeiro 10: 134, pl. 3–4, e publicado em 1950.

## Conservação
O Governo do Estado do Espírito Santo incluiu em 2005 B. crispula em sua primeira lista de espécies ameaçadas de extinção, por intermédio do Decreto nº 1.499-R, classificando-a como uma espécie "Criticamente em perigo" (CR).